# Papamosques d'aiguamoll
El papamosques d'aiguamoll (Muscicapa aquatica) és una espècie d'ocell de la família dels muscicàpids (Muscicapidae), pròpia de les zones humides de l'Àfrica subsahariana. El seu estat de conservació es considera de risc mínim.